# Мюнхенский симфонический оркестр
Мюнхенский симфонический оркестр (нем. Münchner Symphoniker) — немецкий симфонический оркестр, базирующийся в Мюнхене.
Был основан в 1945 году Куртом Граунке и на протяжении четырёх с половиной десятилетий назывался просто Симфонический оркестр Граунке (нем. Symphonie-Orchester Graunke). В 1990 году после отставки Граунке принял нынешнее название.
Известен, главным образом, записями музыки к кинофильмам. С участием оркестра записаны саундтреки к более чем 500 фильмам, в том числе — оригинальная музыка Джерри Голдсмита к фильму «Ветер и лев» (1975), Пера Рабена к фильму Райнера Вернера Фасбиндера «Керель» (1982), Говарда Шора к фильму Джонатана Демми «Молчание ягнят» (1991) и др.
В то же время предпринимаются усилия для вывода коллектива на более серьёзный уровень; в рамках этих усилий, в частности, в качестве главного приглашённого дирижёра был привлечён Филипп Антремон, во главе с которым в 2005 году оркестр совершил своё первое американское турне. В 2007 г. оркестр сопровождал первые германские гастроли певицы Элины Гаранча — восходящей звезды европейской оперной сцены.

## Главные дирижёры
- Курт Граунке (1945—1989)
- Кристоф Штепп (1990—1999)
- Хайко Матиас Фёрстер (1999—2006)
- Георг Шмёэ (2006—2013)
- Кевин Джон Эдусей (с 2014 года)